# 库贝尔
库贝尔（法語：Coubert，法語發音：[kubɛʁ] ⓘ）是法国塞纳-马恩省的一个市镇，属于默伦区。

## 地理
库贝尔（48°40'16"N, 2°41'49"E）面积8.36 平方千米，位于法国法蘭西島大區塞纳-马恩省，该省份为法国北部内陆省份，北起瓦兹省，西接埃松省、马恩河谷省、塞纳-圣但尼省和瓦兹河谷省，南至卢瓦雷省，东南接约讷省，东临马恩省和奥布省，东北接埃纳省。
与库贝尔接壤的市镇（或旧市镇、城区）包括：布里地区普雷勒、布里地区苏瓦尼奥勒、库尔克泰讷、格里西-叙讷。

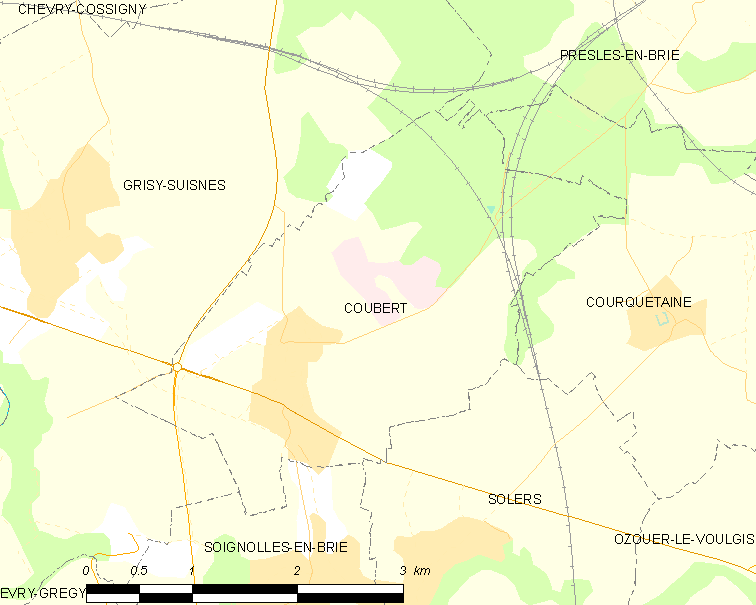
库贝尔的OSM定位图

库贝尔的时区为UTC+01:00、UTC+02:00（夏令时）。

## 行政
库贝尔的邮政编码为77170，INSEE市镇编码为77127。

## 政治
库贝尔所属的省级选区为丰特奈-特雷西尼县。

## 人口

1962-2008年间库贝尔人口变化图示

库贝尔于2022年1月1日时的人口数量为1942人。